# 法爾穆拉峰
46°37′39.9″N 9°54′4.5″E / 46.627750°N 9.901250°E

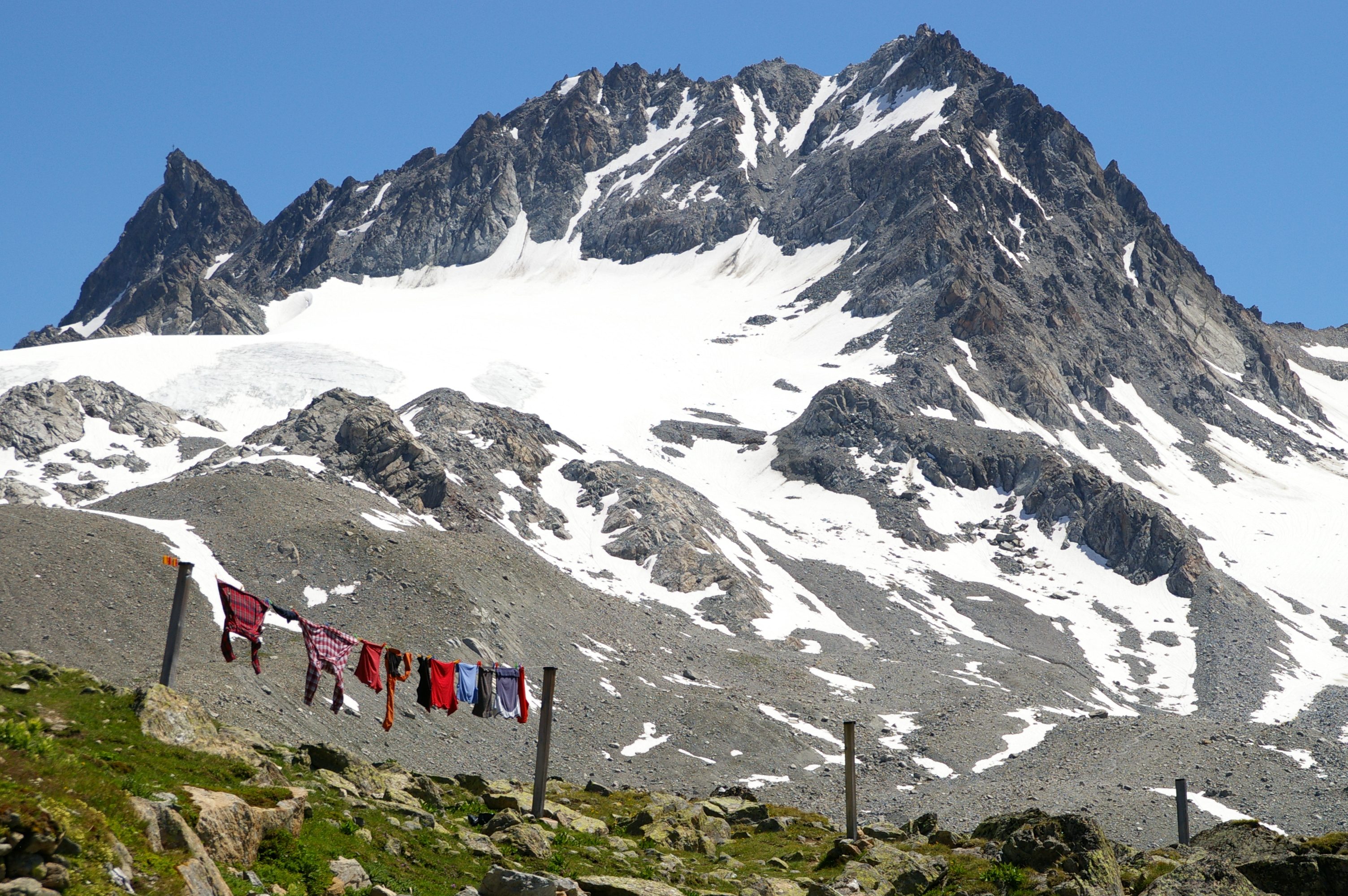

法爾穆拉峰（Piz Val Müra），是瑞士的山峰，位於該國東南部，由格勞賓登州負責管轄，屬於阿爾布拉山脈的一部分，海拔高度3,162米，每年平均降雨量1,729毫米。